# Paul Ravnvig
Paul Emil Aron Ravnvig, född 8 augusti 1915 i Köpenhamn, död 17 juli 2003 i Norra Vi, var en dansk-svensk målare.
Ravnvig studerade vid Köpenhamns tekniska skola och under ett stort antal studieresor till Nederländerna, Frankrike och Italien. Han bedrev specialstudier av de gamla mästarna på olika museer. Han har i sin konst försökt att återge de gamla holländska mästarnas intimitet och stillsamma behag. Ravnvig finns representerad vid Tranås stadshus. 